# 新山詩織 ライブツアー2018「しおりごと-BEST-」
『新山詩織 ライブツアー2018「しおりごと-BEST-」』は新山詩織のライブ・DVD。2018年10月17日にビーイングから発売された。

## 解説
2018年1月31日に発売されたデビュー5周年記念ベスト・アルバム「しおりごと -BEST-」のリリースに際して行われた東名阪ツアーから、同年2月12日の東京・マイナビBLITZ赤坂公演の模様を収録。活動休止直前のリリースのためかプロモーションはおろかBeing公式ページでも発売の告知をしていない。新山詩織名義の全作品を通じてこの作品が現在のところ最後の作品となっている。

## 収録曲
1. ゆれるユレル
作詞：新山詩織　作曲：新山詩織、RYUTARO
2. Don't Cry
作詞・作曲：新山詩織
3. ひとりごと
作詞：新山詩織　作曲：吉木絵里子
4. 今 ここにいる
作詞：新山詩織　作曲：h-wonder
5. 絶対
作詞・作曲：新山詩織
6. ありがとう
作詞：新山詩織　作曲：山下洋介
7. 隣の行方
作詞：新山詩織　作曲：小林章太郎
ギターの金子健太郎と新山のアコギ2本のアコースティックライブ形式で行われた[4]。
8. もう、行かなくちゃ。
作詞：新山詩織　作曲：小澤正澄
ドラムの橋谷田真、ベースの柳原旭のリズム隊2人と新山のエレキギターというトリオ編成で行われた[4]。
9. 愛は勝つ（原曲：KAN）[3]
10. あたしはあたしのままで
作詞：新山詩織　作曲：野崎心平
11. 恋の中
作詞・作曲：福山雅治
12. 糸（原曲：中島みゆき）[3]
13. Snow Smile
作詞：新山詩織　作曲：楠野功太郎
14. さよなら私の恋心
作詞：新山詩織、Chara　作曲：Chara
15. だからさ
作詞・作曲：新山詩織
この曲からアンコール。
16. 丸ノ内サディスティック（原曲：椎名林檎）[3]
17. Everybody say yeah
作詞：新山詩織　作曲：田中明仁

## サポートミュージシャン
- 金子健太郎 - ギター
- 柳原旭 - ベース
- 橋谷田真 - ドラム
- 山本健太 - キーボード[4]